# Bessonies
Bessonies est une commune française située dans le nord-est du département du Lot, en région Occitanie.
Elle est également dans le Ségala lotois, une région naturelle constituant la frange occidentale de la Châtaigneraie, constituant le parent lotois du Ségala aveyronnais et tarnais.
Exposée à un climat de montagne, elle est drainée par le Veyre, l'Ombre, le ruisseau de Veyrole et par divers autres petits cours d'eau. La commune possède un patrimoine naturel remarquable composé de quatre zones naturelles d'intérêt écologique, faunistique et floristique.
Bessonies est une commune rurale qui compte 74 habitants en 2022, après avoir connu un pic de population de 225 habitants en 1962. Ses habitants sont appelés les Bessoniens ou  Bessoniennes.

## Géographie
Commune située dans le Ségala lotois (Massif central), sur le Veyre.

### Communes limitrophes
La commune est limitrophe du département du Cantal.
Les communes limitrophes sont  Labastide-du-Haut-Mont, Parlan et Saint-Hilaire.
| Labastide-du-Haut-Mont |               |                 |
|                        | Bessonies     | Parlan (Cantal) |
|                        | Saint-Hilaire |                 |

### Climat
Pour des articles plus généraux, voir Climat de l'Occitanie et Climat du Lot.
En 2010, le climat de la commune est de type climat des marges montargnardes, selon une étude s'appuyant sur une série de données couvrant la période 1971-2000. En 2020, Météo-France publie une typologie des climats de la France métropolitaine dans laquelle la commune est exposée à un climat de montagne ou de marges de montagne et est dans la région climatique Ouest et nord-ouest du Massif Central, caractérisée par une pluviométrie annuelle de 900 à 1 500 mm, maximale en automne et en hiver.
Pour la période 1971-2000, la température annuelle moyenne est de 10,7 °C, avec une amplitude thermique annuelle de 15,3 °C. Le cumul annuel moyen de précipitations est de 1 232 mm, avec 12,5 jours de précipitations en janvier et 7,5 jours en juillet. Pour la période 1991-2020, la température moyenne annuelle observée sur la station météorologique la plus proche, située sur la commune de Latronquière à 6 km à vol d'oiseau, est de 11,0 °C et le cumul annuel moyen de précipitations est de 1 361,3 mm,. Pour l'avenir, les paramètres climatiques de la commune estimés pour 2050 selon différents scénarios d’émission de gaz à effet de serre sont consultables sur un site dédié publié par Météo-France en novembre 2022.

### Milieux naturels et biodiversité
L’inventaire des zones naturelles d'intérêt écologique, faunistique et floristique (ZNIEFF) a pour objectif de réaliser une couverture des zones les plus intéressantes sur le plan écologique, essentiellement dans la perspective d’améliorer la connaissance du patrimoine naturel national et de fournir aux différents décideurs un outil d’aide à la prise en compte de l’environnement dans l’aménagement du territoire.
Trois ZNIEFF de type 1 sont recensées sur la commune :
- les « prairies humides du ruisseau des Rousties » (15 ha), couvrant 3 communes du département[9] ;
- les « zones humides de la vallée d'Embordes, de la basse vallée du Sargaliol et de la haute vallée du Veyre » (38 ha), couvrant 3 communes dont une dans le Cantal et deux dans le Lot[10],
- les « zones humides des ruisseaux de l´Ombre et de Veyrole » (74 ha), couvrant 3 communes du département[11] ;

et une ZNIEFF de type 2, : 
le « Ségala lotois : bassin versant du Célé » (12 535 ha), couvrant 28 communes dont six dans le Cantal et 22 dans le Lot.

Cartes des ZNIEFF de type 1 et 2 à Bessonies.
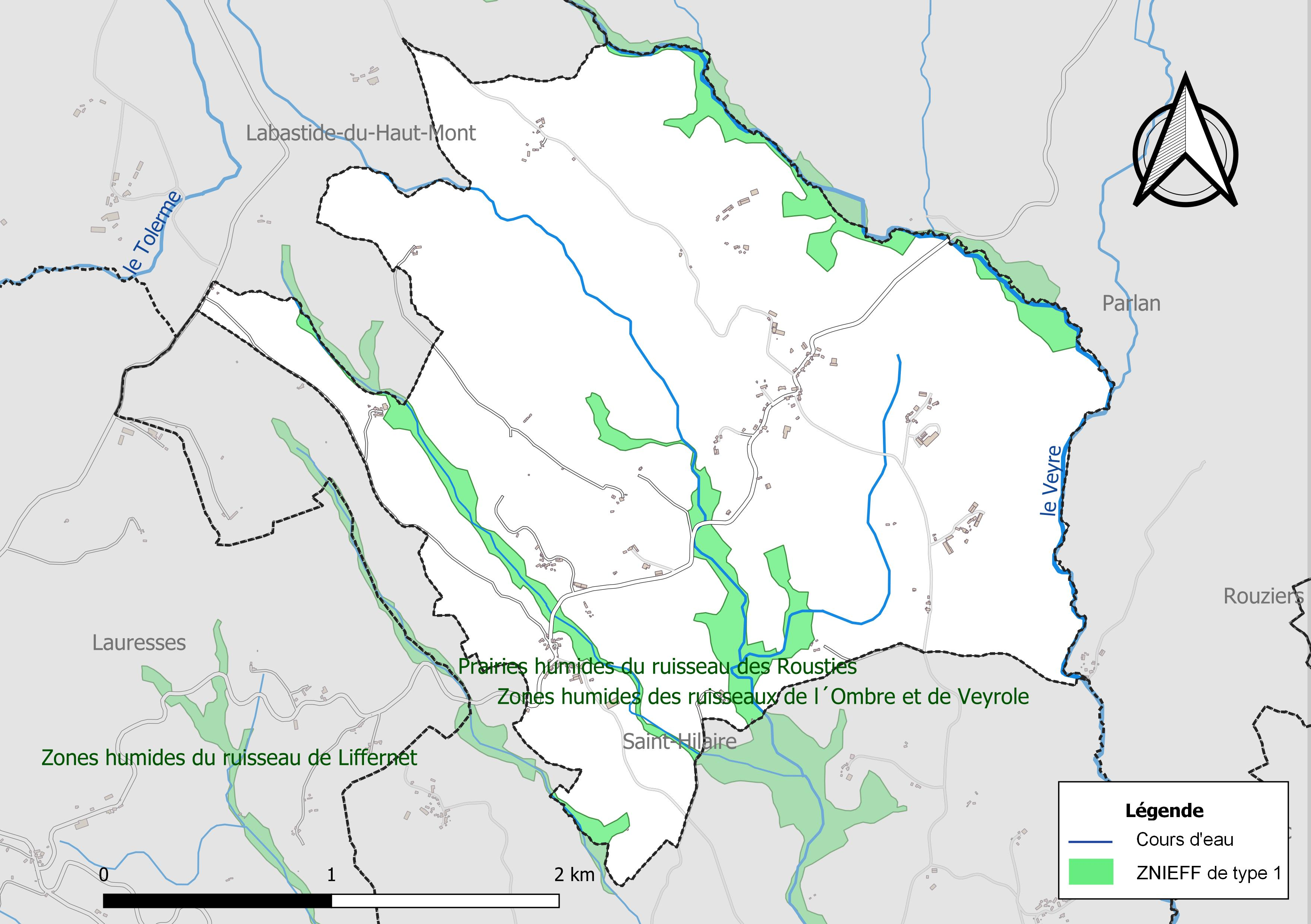
Carte des ZNIEFF de type 1 sur la commune.
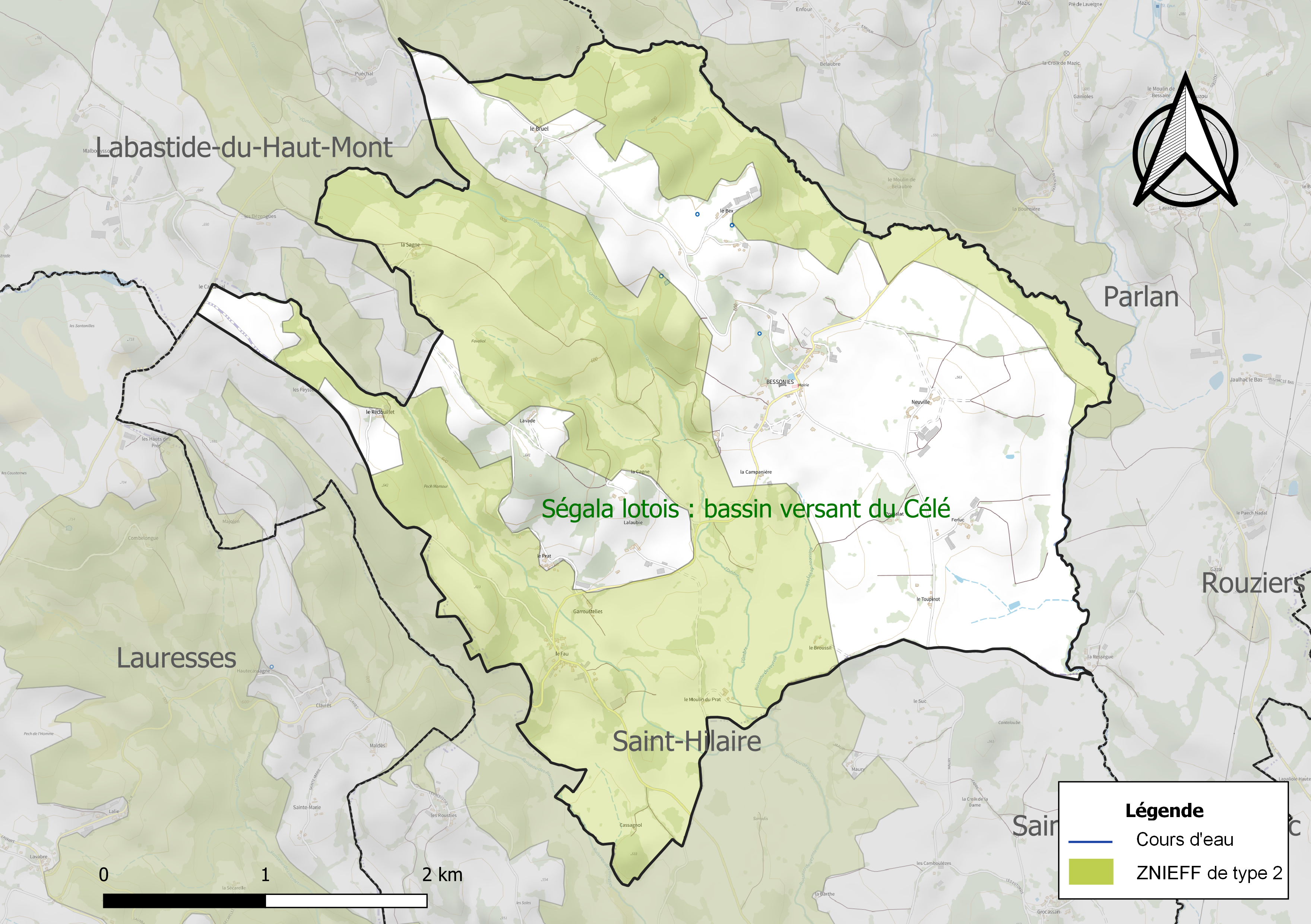
Carte de la ZNIEFF de type 2 sur la commune.

## Urbanisme

### Typologie
Au 1er janvier 2024, Bessonies est catégorisée commune rurale à habitat très dispersé, selon la nouvelle grille communale de densité à sept niveaux définie par l'Insee en 2022.
Elle est située hors unité urbaine et hors attraction des villes,.

### Occupation des sols
L'occupation des sols de la commune, telle qu'elle ressort de la base de données européenne d’occupation biophysique des sols Corine Land Cover (CLC), est marquée par l'importance des territoires agricoles (77,1 % en 2018), en augmentation par rapport à 1990 (73,2 %). La répartition détaillée en 2018 est la suivante : 
zones agricoles hétérogènes (62,9 %), forêts (22,9 %), prairies (14,2 %). L'évolution de l’occupation des sols de la commune et de ses infrastructures peut être observée sur les différentes représentations cartographiques du territoire : la carte de Cassini (XVIIIe siècle), la carte d'état-major (1820-1866) et les cartes ou photos aériennes de l'IGN pour la période actuelle (1950 à aujourd'hui).

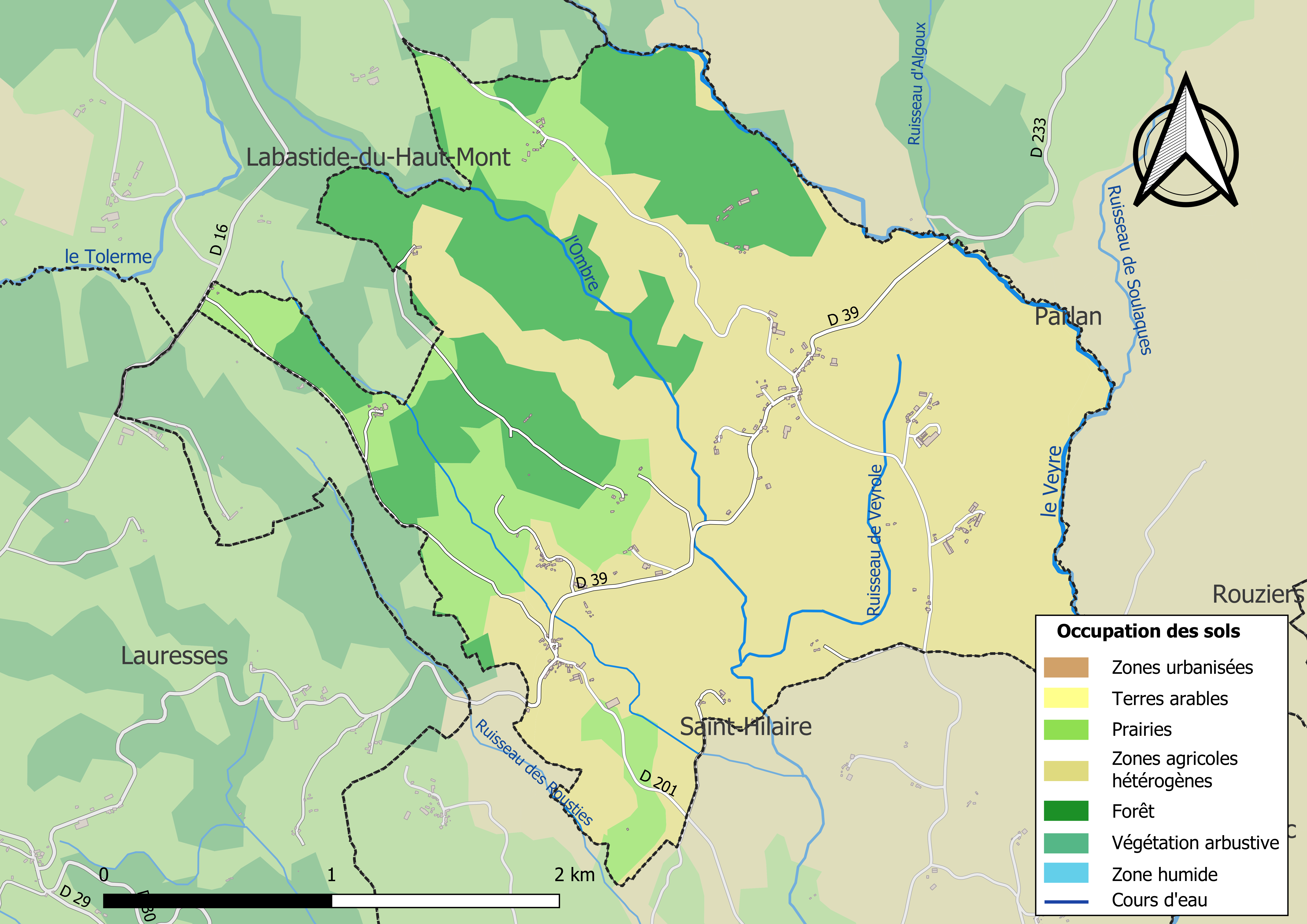
Carte des infrastructures et de l'occupation des sols de la commune en 2018 (CLC).

### Risques majeurs
Le territoire de la commune de Bessonies est vulnérable à différents aléas naturels : météorologiques (tempête, orage, neige, grand froid, canicule ou sécheresse), inondations, feux de forêts, mouvements de terrains et séisme (sismicité très faible). Il est également exposé à un risque particulier : le risque de radon. Un site publié par le BRGM permet d'évaluer simplement et rapidement les risques d'un bien localisé soit par son adresse soit par le numéro de sa parcelle.

#### Risques naturels
Certaines parties du territoire communal sont susceptibles d’être affectées par le risque d’inondation par débordement de cours d'eau, notamment le Veyre. La cartographie des zones inondables en ex-Midi-Pyrénées réalisée dans le cadre du XIe Contrat de plan État-région, visant à informer les citoyens et les décideurs sur le risque d’inondation, est accessible sur le site de la DREAL Occitanie. La commune a été reconnue en état de catastrophe naturelle au titre des dommages causés par les inondations et coulées de boue survenues en 1982, 1993 et 1999,.
Bessonies est exposée au risque de feu de forêt. Un plan départemental de protection des forêts contre les incendies a été approuvé par arrêté préfectoral le 30 novembre 2015 pour la période 2015-2025. Les propriétaires doivent ainsi couper les broussailles, les arbustes et les branches basses sur une profondeur de 50 mètres, aux abords des constructions, chantiers, travaux et installations de toute nature, situées à moins de 200 mètres de terrains en nature
de bois, forêts, plantations, reboisements, landes ou friches. Le brûlage des déchets issus de l’entretien des parcs et jardins des ménages et des collectivités est interdit. L’écobuage est également interdit, ainsi que les feux de type méchouis et barbecues, à l’exception de ceux prévus dans des installations fixes (non situées sous couvert d'arbres) constituant une dépendance d'habitation.

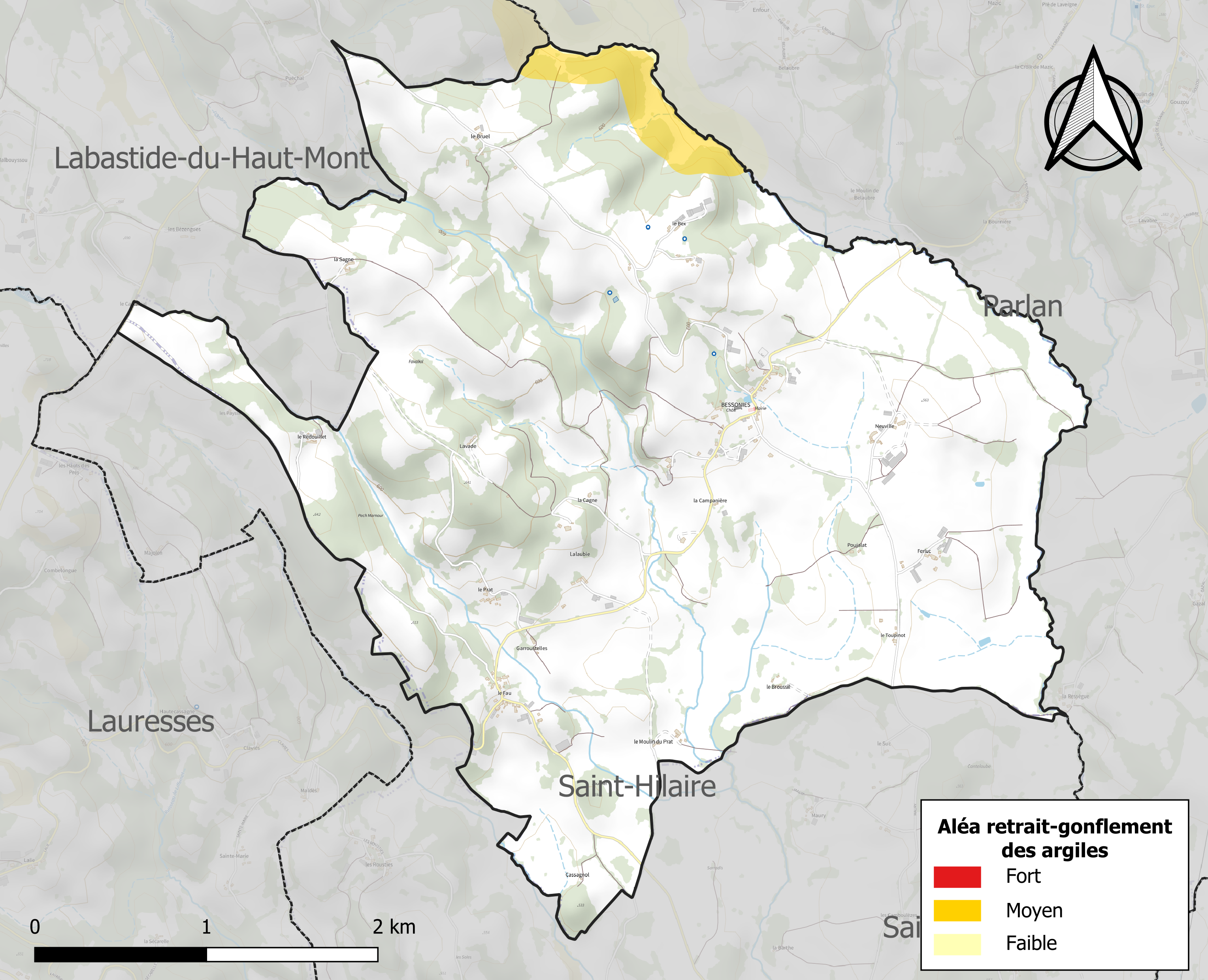
Carte des zones d'aléa retrait-gonflement des sols argileux de Bessonies.

Les mouvements de terrains susceptibles de se produire sur la commune sont des éboulements, chutes de pierres et de blocs et des glissements de terrain.
Le retrait-gonflement des sols argileux est susceptible d'engendrer des dommages importants aux bâtiments en cas d’alternance de périodes de sécheresse et de pluie. 2,1 % de la superficie communale est en aléa moyen ou fort (67,7 % au niveau départemental et 48,5 % au niveau national). Sur les 67 bâtiments dénombrés sur la commune en 2019, 0 sont en aléa moyen ou fort, soit 0 %, à comparer aux 72 % au niveau départemental et 54 % au niveau national. Une cartographie de l'exposition du territoire national au retrait gonflement des sols argileux est disponible sur le site du BRGM,.
Par ailleurs, afin de mieux appréhender le risque d’affaissement de terrain, l'inventaire national des cavités souterraines permet de localiser celles situées sur la commune.
Concernant les mouvements de terrains, la commune a été reconnue en état de catastrophe naturelle au titre des dommages causés par des mouvements de terrain en 1999.

#### Risque particulier
Dans plusieurs parties du territoire national, le radon, accumulé dans certains logements ou autres locaux, peut constituer une source significative d’exposition de la population aux rayonnements ionisants. Certaines communes du département sont concernées par le risque radon à un niveau plus ou moins élevé. Selon la classification de 2018, la commune de Bessonies est classée en zone 3, à savoir zone à potentiel radon significatif.

## Toponymie
Le toponyme Bessonies est un anthroponyme qui fait référence à la propriété de Besson (jumeau), un surnom, mais peut aussi être issu de Bettius avec le suffixe -onem.

## Histoire
La commune a été créée en 1947 par détachement d'un territoire de Saint-Hilaire.

## Politique et administration
| Période                                  | Période  | Identité        | Étiquette | Qualité |
| ---------------------------------------- | -------- | --------------- | --------- | ------- |
| 1947                                     | 1948     | Jean Vabre      |           |         |
| 1948                                     | 1983     | Henri Bessonies |           |         |
| 1983                                     | 2014     | Martial Cassan  |           |         |
| 2014                                     | En cours | Francis Thers   |           |         |
| Les données manquantes sont à compléter. |          |                 |           |         |

## Démographie
L'évolution du nombre d'habitants est connue à travers les recensements de la population effectués dans la commune depuis 1954. Pour les communes de moins de 10 000 habitants, une enquête de recensement portant sur toute la population est réalisée tous les cinq ans, les populations de référence des années intermédiaires étant quant à elles estimées par interpolation ou extrapolation. Pour la commune, le premier recensement exhaustif entrant dans le cadre du nouveau dispositif a été réalisé en 2005.

En 2022, la commune comptait 74 habitants, en évolution de −8,64 % par rapport à 2016 (Lot : +1,31 %, France hors Mayotte : +2,11 %).
| 1954 | 1962 | 1968 | 1975 | 1982 | 1990 | 1999 | 2005 | 2006 |
| ---- | ---- | ---- | ---- | ---- | ---- | ---- | ---- | ---- |
| 215  | 225  | 184  | 169  | 143  | 124  | 120  | 112  | 107  |

| 2010 | 2015 | 2020 | 2022 | - | - | - | - | - |
| ---- | ---- | ---- | ---- | - | - | - | - | - |
| 101  | 82   | 75   | 74   | - | - | - | - | - |

## Économie

### Emploi
|                | 2008  | 2013  | 2018  |
| -------------- | ----- | ----- | ----- |
| Commune        | 1,8 % | 2,1 % | 2,9 % |
| Département    | 7,3 % | 8,9 % | 9,6 % |
| France entière | 8,3 % | 10 %  | 10 %  |

En 2018, la population âgée de 15 à 64 ans s'élève à 37 personnes, parmi lesquelles on compte 77,1 % d'actifs (74,3 % ayant un emploi et 2,9 % de chômeurs) et 22,9 % d'inactifs,. Depuis 2008, le taux de chômage communal (au sens du recensement) des 15-64 ans est inférieur à celui de la France et du département.
La commune est hors attraction des villes,. Elle compte 17 emplois en 2018, contre 20 en 2013 et 27 en 2008. Le nombre d'actifs ayant un emploi résidant dans la commune est de 28, soit un indicateur de concentration d'emploi de 58,4 % et un taux d'activité parmi les 15 ans ou plus de 40,6 %.
Sur ces 28 actifs de 15 ans ou plus ayant un emploi, 13 travaillent dans la commune, soit 44 % des habitants. Pour se rendre au travail, 70,4 % des habitants utilisent un véhicule personnel ou de fonction à quatre roues, 22,2 % s'y rendent en deux-roues, à vélo ou à pied et 7,4 % n'ont pas besoin de transport (travail au domicile).

### Activités hors agriculture
5 établissements sont implantés  à Bessonies au 31 décembre 2019.
Le secteur de l'industrie manufacturière, des industries extractives et autres est prépondérant sur la commune puisqu'il représente 60 % du nombre total d'établissements de la commune (3 sur les 5 entreprises implantées  à Bessonies), contre 14 % au niveau départemental.

### Agriculture
La commune est dans le Ségala lotois, une petite région agricole occupant la frange est du département du Lot. En 2020, l'orientation technico-économique de l'agriculture  sur la commune est l'élevage bovin, orientation mixte lait et viande.
|               | 1988 | 2000 | 2010 | 2020 |
| ------------- | ---- | ---- | ---- | ---- |
| Exploitations | 23   | 16   | 12   | 12   |
| SAU (ha)      | 625  | 609  | 608  | 754  |

Le nombre d'exploitations agricoles en activité et ayant leur siège dans la commune est passé de 23 lors du recensement agricole de 1988  à 16 en 2000 puis à 12 en 2010 et enfin à 12 en 2020, soit une baisse de 48 % en 32 ans. Le même mouvement est observé à l'échelle du département qui a perdu pendant cette période 60 % de ses exploitations,. La surface agricole utilisée sur la commune a quant à elle augmenté, passant de 625 ha en 1988 à 754 ha en 2020. Parallèlement la surface agricole utilisée moyenne par exploitation a augmenté, passant de 27 à 63 ha.

## Culture locale et patrimoine

### Lieux et monuments
- Église Notre-Dame de la Nativité de Bessonies, fut fondée en 1736 Sur un terrain offert par René de Bessonies (1693-1774), Seigneur de Bessonies et de las Gazailles, et Procureur du Roi en la Court Royal de Figeac[33]. l'Église actuelle de style néo-roman date de la deuxième moitié du XIXeme siècle.
- Château de Bessonies dernier refuge et lieu d'arrestation du maréchal Ney.

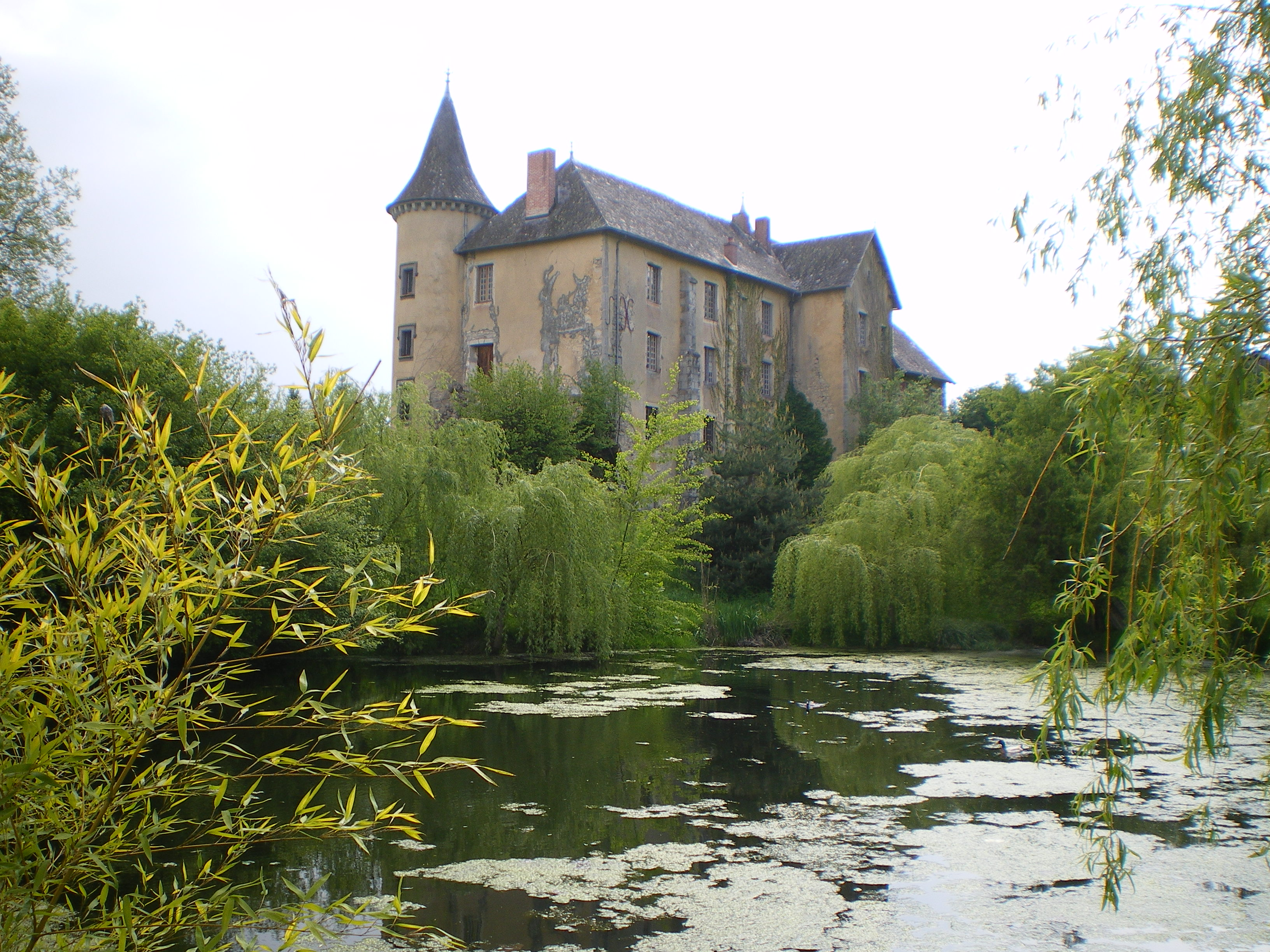
Le château de Bessonies
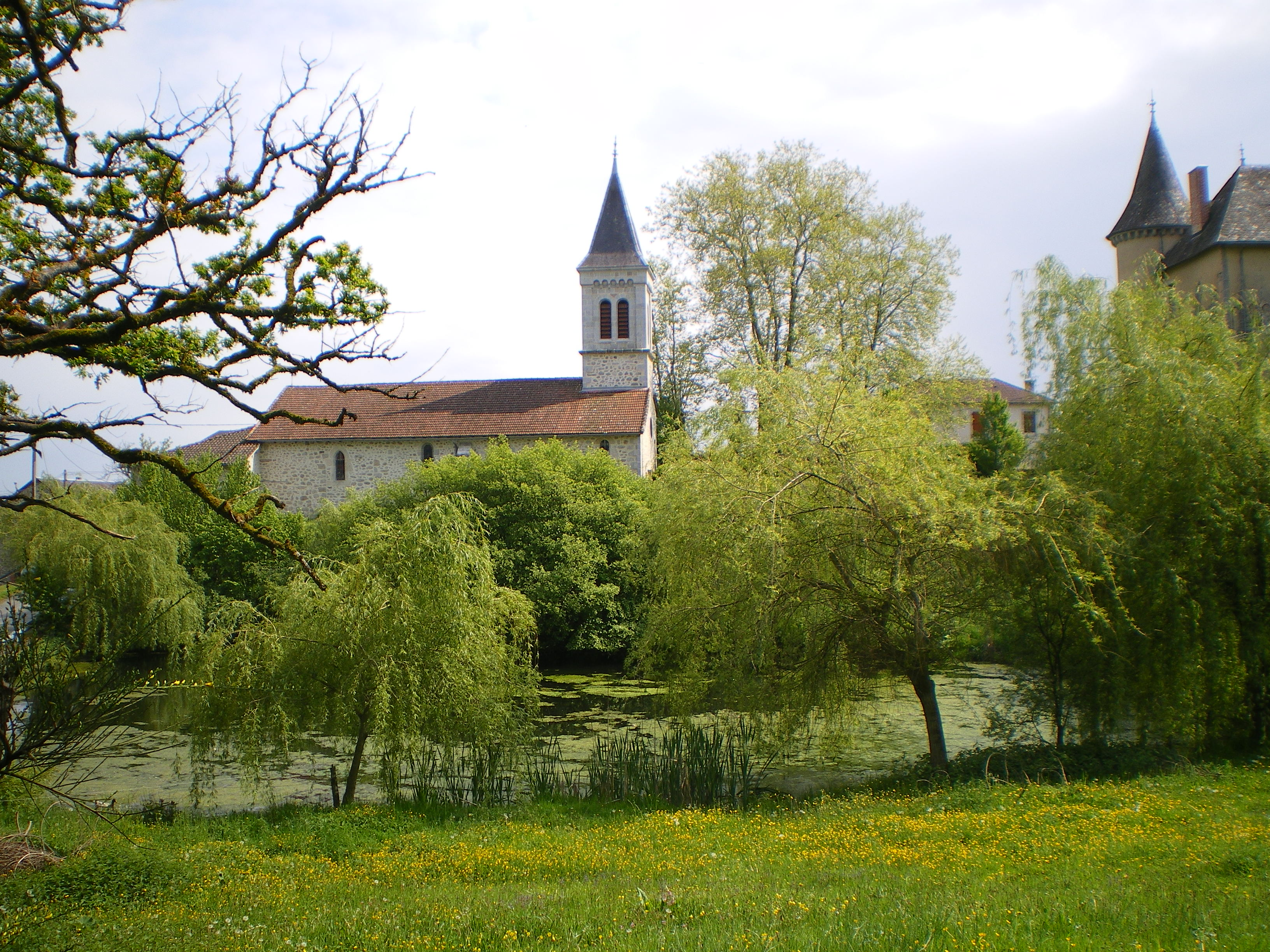
L'église Notre-Dame de Bessonies
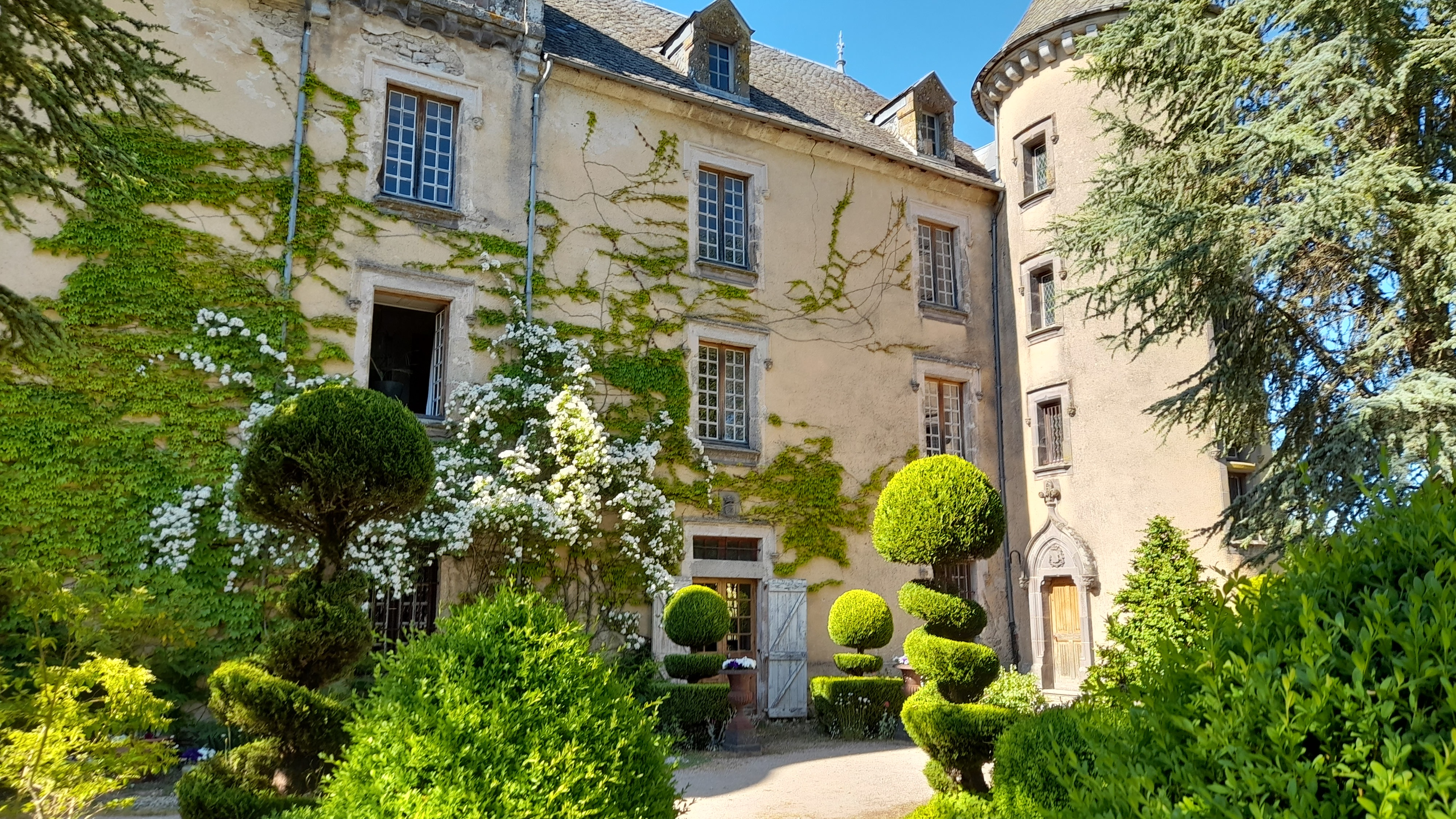
Façade du Château de Bessonies au printemps

### Personnalités liées à la commune
Le 3 août 1815, le maréchal Ney est arrêté au château de Bessonies, avant d'être ramené à Paris pour y être jugé puis fusillé le 7 décembre.

#### Site de l'Insee
1. ↑  « La grille communale de densité », sur le site de l'Insee, 28 mai 2024 (consulté le 28 juin 2024).
2. ↑  Insee, « Métadonnées de la commune de Bessonies ».
3. ↑  « Base des aires d'attraction des villes 2020. », sur le site de l'Insee, 21 octobre 2020 (consulté le 28 juin 2024).
4. ↑  Marie-Pierre de Bellefon, Pascal Eusebio, Jocelyn Forest, Olivier Pégaz-Blanc et Raymond Warnod (Insee), « En France, neuf personnes sur dix vivent dans l’aire d’attraction d’une ville », sur le site de l'Insee, 21 octobre 2020 (consulté le 28 juin 2024).
5. 1 2  « Emp T1 - Population de 15 à 64 ans par type d'activité en 2018 à Bessonies » (consulté le 5 février 2022).
6. ↑  « Emp T1 - Population de 15 à 64 ans par type d'activité en 2018 dans le Lot » (consulté le 5 février 2022).
7. ↑  « Emp T1 - Population de 15 à 64 ans par type d'activité en 2018 dans la France entière » (consulté le 5 février 2022).
8. ↑  « Base des aires d'attraction des villes 2020 », sur site de l'Insee (consulté le 10 avril 2021).
9. ↑  « Emp T5 - Emploi et activité en 2018 à Bessonies » (consulté le 5 février 2022).
10. ↑  « ACT T4 - Lieu de travail des actifs de 15 ans ou plus ayant un emploi qui résident dans la commune en 2018 » (consulté le 5 février 2022).
11. ↑  « ACT G2 - Part des moyens de transport utilisés pour se rendre au travail en 2018 » (consulté le 5 février 2022).
12. ↑  « DEN T5 - Nombre d'établissements par secteur d'activité au 31 décembre 2019 à Bessonies » (consulté le 15 février 2022).
13. ↑  « DEN T5 - Nombre d'établissements par secteur d'activité au 31 décembre 2019 dans le Lot » (consulté le 15 février 2022).

#### Autres sources
1. ↑  Carte IGN sous Géoportail
2. 1 2  Daniel Joly, Thierry Brossard, Hervé Cardot, Jean Cavailhes, Mohamed Hilal et Pierre Wavresky, « Les types de climats en France, une construction spatiale », Cybergéo, revue européenne de géographie - European Journal of Geography, no 501,‎ 18 juin 2010 (DOI 10.4000/cybergeo.23155, lire en ligne, consulté le 14 novembre 2023)
3. ↑  « Zonages climatiques en France métropolitaine. », sur pluiesextremes.meteo.fr (consulté le 14 novembre 2023).
4. ↑  « Orthodromie entre Bessonies et Latronquière », sur fr.distance.to (consulté le 14 novembre 2023).
5. ↑  « Station Météo-France « Latronquière » (commune de Latronquière) - fiche climatologique - période 1991-2020 », sur donneespubliques.meteofrance.fr (consulté le 14 novembre 2023).
6. ↑  « Station Météo-France « Latronquière » (commune de Latronquière) - fiche de métadonnées. », sur donneespubliques.meteofrance.fr (consulté le 14 novembre 2023).
7. ↑  « Climadiag Commune : diagnostiquez les enjeux climatiques de votre collectivité. », sur meteofrance.fr, novembre 2022 (consulté le 14 novembre 2023).
8. 1 2  « Liste des ZNIEFF de la commune de Bessonies », sur le site de l'Inventaire national du patrimoine naturel (consulté le 2 septembre 2021).
9. ↑  « ZNIEFF les « prairies humides du ruisseau des Rousties » - fiche descriptive », sur le site de l'inventaire national du patrimoine naturel (consulté le 2 septembre 2021).
10. ↑  « ZNIEFF les « zones humides de la vallée d'Embordes, de la basse vallée du Sargaliol et de la haute vallée du Veyre » - fiche descriptive », sur le site de l'inventaire national du patrimoine naturel (consulté le 2 septembre 2021).
11. ↑  « ZNIEFF les « zones humides des ruisseaux de l´Ombre et de Veyrole » - fiche descriptive », sur le site de l'inventaire national du patrimoine naturel (consulté le 2 septembre 2021).
12. ↑  « ZNIEFF le « Ségala lotois : bassin versant du Célé » - fiche descriptive », sur le site de l'inventaire national du patrimoine naturel (consulté le 2 septembre 2021).
13. ↑  « CORINE Land Cover (CLC) - Répartition des superficies en 15 postes d'occupation des sols (métropole). », sur le site des données et études statistiques du ministère de la Transition écologique. (consulté le 14 avril 2021).
14. 1 2 3  « Les risques près de chez moi - commune de Bessonies », sur Géorisques (consulté le 17 octobre 2022).
15. ↑  BRGM, « Évaluez simplement et rapidement les risques de votre bien », sur Géorisques (consulté le 13 septembre 2022).
16. ↑  DREAL Occitanie, « CIZI », sur occitanie.developpement-durable.gouv.fr (consulté le 13 septembre 2022).
17. ↑  « Dossier départemental des risques majeurs dans le Lot », sur lot.gouv.fr (consulté le 13 septembre 2022), partie 1 -  chapitre Risque inondation.
18. ↑  « Dossier départemental des risques majeurs dans le Lot », sur lot.gouv.fr (consulté le 13 septembre 2022).
19. ↑  « Dossier départemental des risques majeurs dans le Lot », sur lot.gouv.fr (consulté le 13 septembre 2022), chapitre Mouvements de terrain.
20. ↑  « Retrait-gonflement des argiles », sur le site de l'observatoire national des risques naturels (consulté le 13 septembre 2022).
21. ↑  « Liste des cavités souterraines localisées sur la commune de Bessonies », sur georisques.gouv.fr (consulté le 13 septembre 2022).
22. ↑  « Cartographie du risque radon en France. », sur le site de l’IRSN, janvier 2021 (consulté le 13 septembre 2022).
23. 1 2  Gaston Bazalgues, À la découverte des noms de lieux du Quercy : Toponymie lotoise, Gourdon, Éditions de la Bouriane et du Quercy, juin 2002, 127 p. (ISBN 2-910540-16-2), p. 107.
24. ↑  « Les maires de Bessonies », sur Site francegenweb, 19 février 2011 (consulté le 31 juillet 2016).
25. ↑  L'organisation du recensement, sur insee.fr.
26. ↑  Calendrier départemental des recensements, sur insee.fr.
27. ↑  Des villages de Cassini aux communes d'aujourd'hui sur le site de l'École des hautes études en sciences sociales.
28. ↑  Fiches Insee - Populations de référence de la commune pour les années 2006, 2007, 2008, 2009, 2010, 2011, 2012, 2013, 2014, 2015, 2016, 2017, 2018, 2019, 2020, 2021 et 2022.
29. ↑  « Les régions agricoles (RA), petites régions agricoles(PRA) - Année de référence : 2017 », sur agreste.agriculture.gouv.fr (consulté le 15 février 2022).
30. ↑  Présentation des premiers résultats du recensement agricole 2020, Ministère de l’agriculture et de l’alimentation, 10 décembre 2021
31. 1 2  « Fiche de recensement agricole - Exploitations ayant leur siège dans la commune de Bessonies - Données générales », sur recensement-agricole.agriculture.gouv.fr (consulté le 15 février 2022).
32. ↑  « Fiche de recensement agricole - Exploitations ayant leur siège dans le département du Lot » (consulté le 15 février 2022).
33. ↑  https://sites.google.com/site/paroisselacapellemarival/home/Historique